# Paepalanthus digitiformis
Paepalanthus digitiformis är en gräsväxtart som beskrevs av Nancy Hensold. Paepalanthus digitiformis ingår i släktet Paepalanthus och familjen Eriocaulaceae. Inga underarter finns listade i Catalogue of Life.